# Viola munbyana
Viola munbyana là một loài thực vật có hoa trong họ Hoa tím. Loài này được Boiss. & Reut. miêu tả khoa học đầu tiên năm 1852.